# Anette Uttenthal
Anette Uttenthal (født 10. september 1963) er en dansk ejendomsmægler, der siden 1. oktober 2015 har drevet ejendomsmæglervirksomheden LokalBolig Projektsalg der specialiserer sig i projektsalg for ejendomsudviklere. Hun var tidligere selvstændig med fire home-butikker, og indtil 30. september 2015 med to butikker i mæglerkæden Kun Lejligheder.
I 2006 havde hendes butikker meget stor vækst. Berlingske Tidende har dog skrevet at Anette Uttenthal Ejendomme A/S var den eneste af de fire butikker, der havde et overskud. De andre tre selskaber gav underskud. Samme år afhændede hun sine daværende virksomheder. Hun åbnede Kun Lejligheder i 2010.
Uttenthal kom i mediernes søgelys i december 2008 grundet sit ægteskab med den nu bedrageridømte Stein Bagger fra det konkursramte IT Factory. I forbindelse med dommen over Stein Bagger, blev der konfiskeret en række smykker m.v. hos Anette Uttenthal, da disse smykker var indkøbt for dele af provenuet fra Baggers bedrageri. Uttenthal har hele tiden hævdet, at hun ikke var vidende om ægtemandens bedrageri.